# Musée de l'eau et de la fontaine
 (décembre 2011).
Si vous disposez d'ouvrages ou d'articles de référence ou si vous connaissez des sites web de qualité traitant du thème abordé ici, merci de compléter l'article en donnant les références utiles à sa vérifiabilité et en les liant à la section « Notes et références ».
Le Musée de l'Eau et de la Fontaine est un musée belge situé dans le Domaine Provincial du Bois des Rêves à Ottignies, anciennement situé à Genval. Créé en 1989, à l'initiative de Jean-Pierre Courtois, ce musée avait initialement pour thème central les fontaines. Depuis septembre 2017, le Musée a déménagé dans le Domaine Provincial du Bois des Rêves à Ottignies Une partie des collections est visible dans le Bois des Rêves et les animations scolaires et familiales perdurent. 

## Histoire
En 1983 s'amorce publiquement la passion de Jean-Pierre Courtois pour le patrimoine des fontaines. Après une première exposition et la publication d'un livre, il crée en 1986 l'ASBL « Les amis du Musée de la fontaine ». Trois ans plus tard, l'ASBL devient "Musée de l'Eau et de la Fontaine" et s'installe à Genval, à quelques pas du Lac de Genval. En 1995, la Poste belge émet un timbre en l'honneur du Musée de l'Eau et de la Fontaine, dans le cadre de sa série sur les Musées Belges.
Le Musée de l'Eau et de la Fontaine a réalisé de nombreuses expositions autour des fontaines et a développé des animations scolaires. 
En 2017,  le Musée ferme ses portes à Genval mais déménage à Ottignies. En 2019, le Musée fête ses 30 ans d'existence.

## Les collections
Ce Musée de l'eau compte quelque 600 pièces, allant des fontaines d'apparat et fontaines de fermes aux bornes-fontaines, pompes à eau, porteurs d'eau, canalisations, machines hydrauliques et filtres à eau. Ces pièces permettaient aux visiteurs de découvrir la domestication de l'eau à travers les époques. Certaines de ces pièces sont désormais visibles au sein du Bois des Rêves